# سورن سافاریان
سورن سافاریان (ارمنی: Սուրեն Սաֆարյան؛ زادهٔ ۲۶ مارس ۱۹۸۳) معروف به سافار (Սաֆար) یک نقاش اهل ارمنستان است.

## زندگی‌نامه
وی در ۲۶ مارس ۱۹۸۳ در ایروان در به دنیا آمد و در سال ۲۰۰۶ از دپارتمان نقاشی فرهنگستان دولتی هنرهای زیبای ایروان فارغ‌التحصیل گشت. 

## نگارخانه

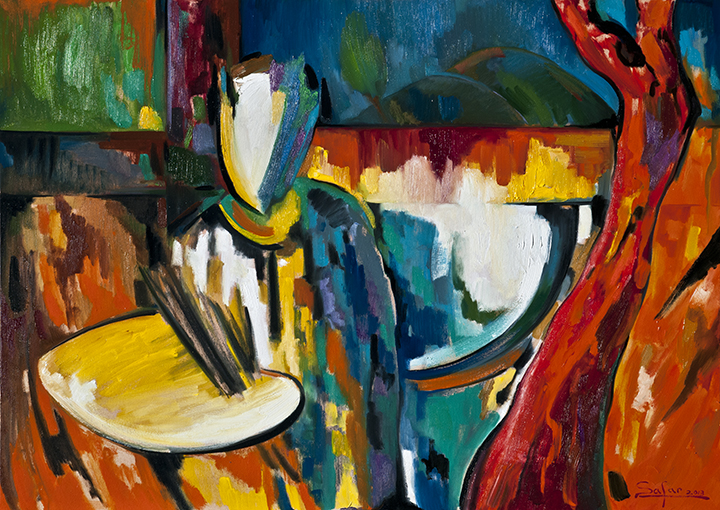
"Artist's studio", نقاشی رنگ روغن،  ۲۰۱۳
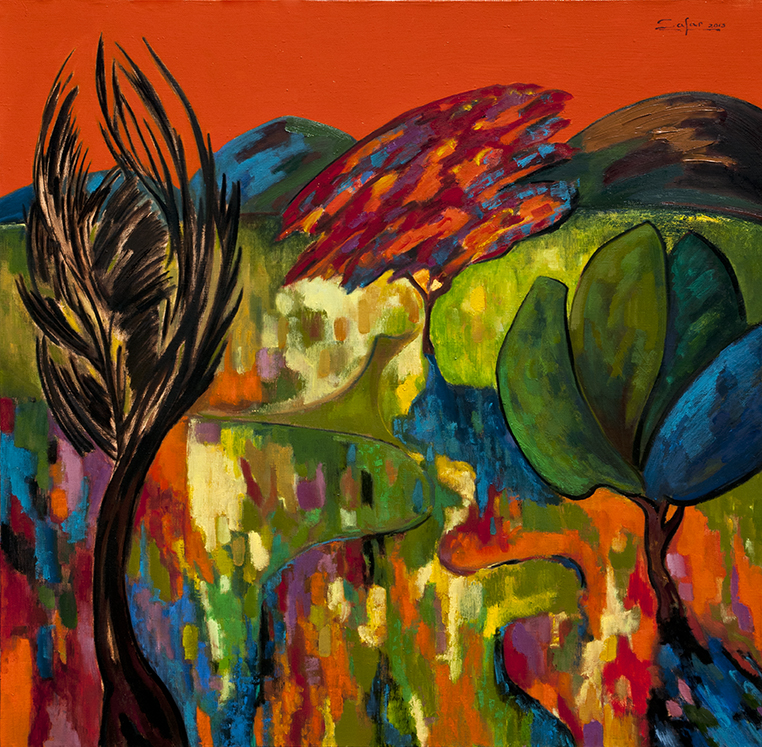
"The tree", نقاشی رنگ روغن،  ۲۰۱۳
"The artist", نقاشی رنگ روغن،  ۲۰۱۲
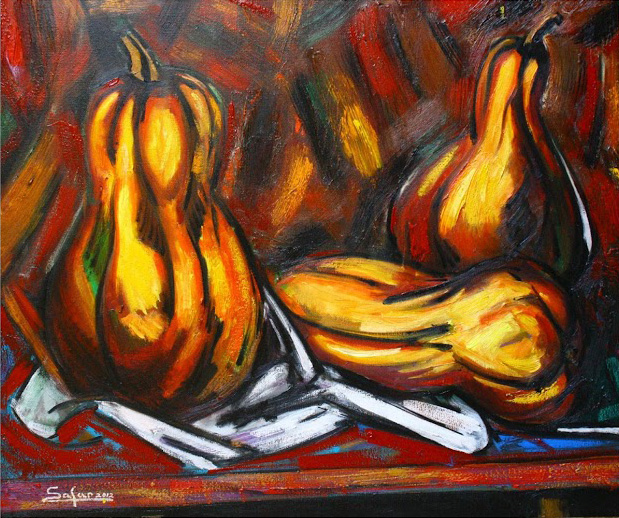
"Pumpkins", نقاشی رنگ روغن،  ۲۰۱۲
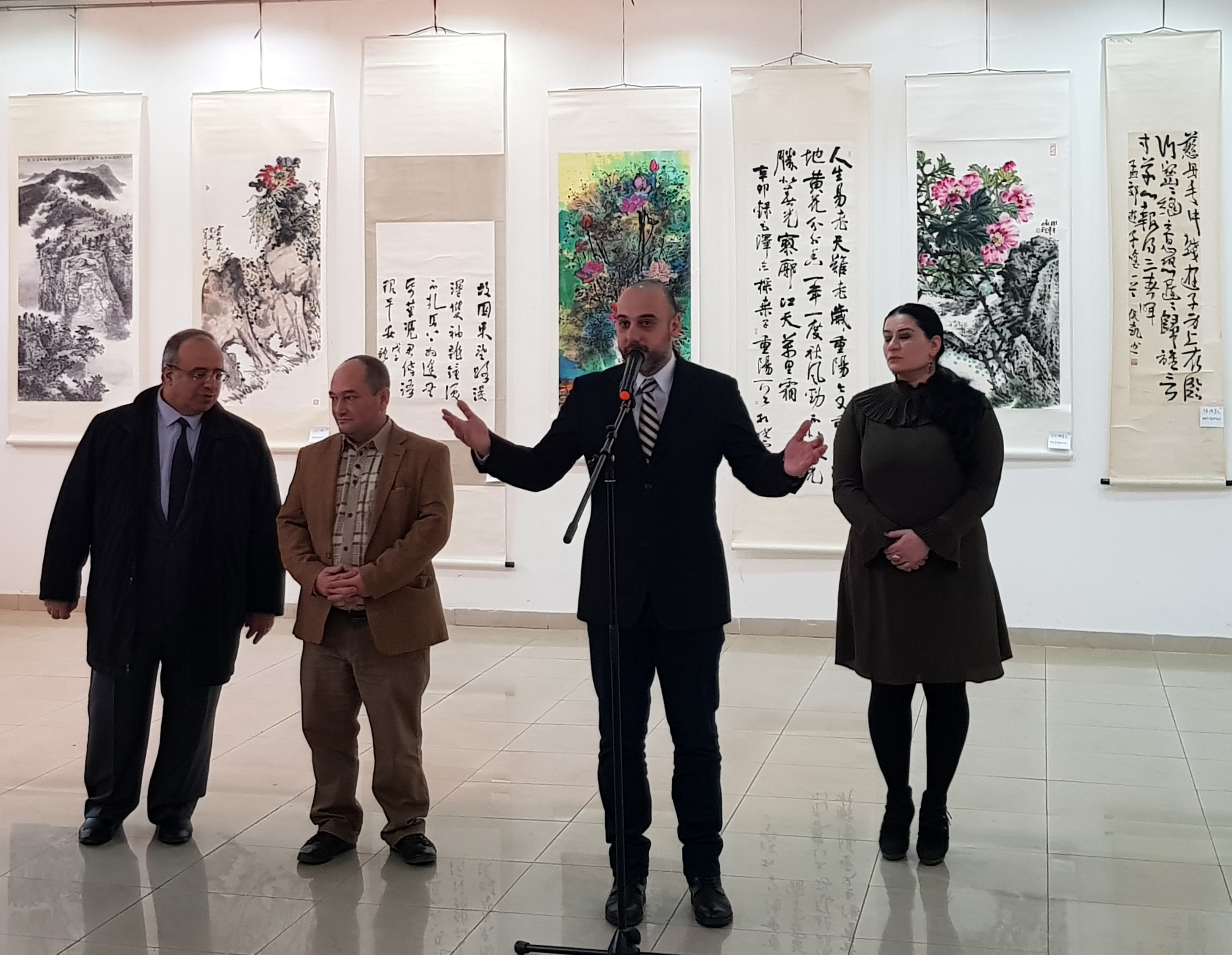